# Jim Jones
James Warren Jones (n. 13 mai 1931, Crete⁠(d), comitatul Randolph, Indiana, SUA – d. 18 noiembrie 1978, Jonestown⁠(d), Barima-Waini, Guyana) a fost un lider de sectă și ucigaș în masă american care a fondat și a condus Templul Popoarelor între 1955 și 1978. În ceea ce Jones numea „sinucidere revoluționară”, Jones și membrii cercului său interior au planificat și orchestrat o crimă-sinucidere în masă⁠(d) în Jonestown, Guyana, comuna⁠(d) sa izolată aflată în junglă, pe 18 noiembrie 1978. Jones și evenimentele care au avut loc la Jonestown au avut o influență definitorie asupra percepției societății asupra sectelor religioase.

## Biografie
În copilărie, Jones a dezvoltat o afinitate pentru penticostalism și o dorință de a predica. El a fost hirotonit ca pastor creștin în Adunările Independente ale lui Dumnezeu⁠(d), atrăgând primul său grup de adepți în timp ce participa la mișcarea penticostală Latter Rain⁠(d) și la Healing Revival⁠(d) din anii 1950. La început, Jones a devenit cunoscut din aparițiile sale în campanii împreună cu liderii proeminenți ai mișcării, William Branham și Joseph Mattsson-Boze⁠(d), și din sprijinul acordat de aceștia. Jones a fondat organizația care avea să devină Templul Popoarelor la Indianapolis în 1955. În 1956, Jones a început să fie influențat de Father Divine⁠(d) și de mișcarea Peace Mission⁠(d). Jones s-a remarcat prin activismul pentru drepturile civile, fondând Templul ca o congregație complet integrată⁠(d). În 1964, Jones a aderat la Discipolii lui Hristos⁠(d) și a fost hirotonit ca pastor acolo; atracția lui față de Discipoli se datora în mare măsură autonomiei și toleranței pe care le acordat ei opiniilor diferite în cadrul denominației lor.
În 1965, Jones a mutat Templul în California. Grupul și-a stabilit sediul în San Francisco, unde s-a implicat puternic în activități politice și caritabile de-a lungul anilor 1970. Jones a dezvoltat legături cu politicieni importanți din California și a fost numit președinte al Comisiei Autorității pentru Locuințe din San Francisco în 1975. Începând cu sfârșitul anilor 1960, au început să iasă la iveală relatări despre abuzuri, pe măsură ce Jones a devenit din ce în ce mai vocal în respingerea creștinismului tradițional și a început să promoveze o formă de anticapitalism pe care a numit-o „socialism apostolic” și să pretindă că el însuși are natură divină. Jones a început să-i controleze din ce în ce mai strict pe adepții săi din Templul Popoarelor, care avea peste 3.000 de membri la apogeu. Adepții lui Jones s-au angajat într-un stil de viață în comun în care mulți și-au predat toate veniturile și proprietățile lui Jones și Templului Popoarelor, care conducea toate aspectele vieții comunității.
După o perioadă de publicitate negativă și rapoarte despre abuzuri comise la Templul Popoarelor, Jones a ordonat construirea comunei Jonestown din Guyana în 1974 și i-a convins sau i-a obligat pe mulți dintre adepții săi să locuiască acolo cu el. Jones a susținut că construia un paradis socialist liber de opresiunea guvernului Statelor Unite. Până în 1978, apăruseră rapoarte despre încălcări ale drepturilor omului și acuzații conform cărora oamenii erau reținuți în Jonestown împotriva voinței lor. Congressmanul american Leo Ryan a mers la acea comună în fruntea unei delegații în luna noiembrie a acelui an pentru a cerceta aceste rapoarte. În timp ce se îmbarcau într-un zbor de întoarcere cu unii foști membri ai Templului care doreau să plece, Ryan și alți patru au fost uciși de oameni înarmați din Jonestown. Jones a ordonat apoi o crimă-sinucidere în masă în care a murit și el alături de 909 membri ai comunei; aproape toți membrii au murit după ce au băut Flavor Aid⁠(d) cu cianură⁠(d).

## Vezi și
- Asediul de la Waco
- Complexul lui Dumnezeu
- Heaven's Gate